# 柳博維奇 (馬林區)
50°47′32″N 29°25′35″E / 50.79222°N 29.42639°E
柳博維奇（烏克蘭語：Любовичі），是烏克蘭北部的村莊，隸屬日托米爾州的科羅斯滕區。該村處於里茲尼亞河畔，始建於1569年，面積2.07平方公里，海拔高度141米，2001年人口518。